# Гюнал, Мелике
Мелике Гюнал (тур. Melike Günal; род. 5 апреля 1998, Кахраманмараш) — турецкая тяжелоатлетка, выступающая в весовой категории свыше 87 килограммов. Призёр чемпионатов Европы 2021 и 2022 годов.

## Биография
Мелике Гюнал родилась 5 апреля 1998 года.

## Карьера
На чемпионате Европы 2017 года Гюнал выступала в весовой категории свыше 90 килограммов. Она заняла седьмое место с результатом 190 кг (85 + 105). В том же году она улучшила свой результат на юниорском чемпионате Европы, где стала бронзовым призёром. Гюнал подняла 196 килограммов в сумме (86 + 110).
На юниорском чемпионате мира 2018 года Мелике Гюнал стала восьмой, подняв 215 килограммов. Она улучшила свой результат в рывке до 95 килограммов, а также толкнула снаряд во втором виде на рекордные для себя 120 кг. На чемпионате Европы среди юниоров она вновь прогрессировала, добавив 4 килограмма в рывке и 7 в толчке. Это принесло ей бронзовую медаль. На взрослом чемпионате мира в Ашхабаде Гюнал стала 22-й в новой весовой категории свыше 87 килограммов, подняв 223 килограмма, при этом в рывке она подняла 100 кг. В том же году она стала бронзовым призёром международного чемпионата солидарности с результатом 221 кг.
На взрослом чемпионате Европы 2019 года в Батуми Гюнал заняла пятое место, подняв 231 килограмм (104 + 127). На чемпионате мира в Паттайе турецкая тяжелоатлетка стала 18-й с результатом 230 кг. Затем она стала чемпионкой Европы до 23 лет с результатом 233 кг.
На чемпионате Европы 2021 года в Москве Мелике Гюнал завоевала бронзовую медаль, уступив британке Эмили Кэмпбелл и украинке Анастасии Лысенко. Результат турецкой тяжелоатлетки составил 243 килограмма в сумме (108 + 135).